# Klasztor franciszkanów konwentualnych wraz z kościołem przyklasztornym Niepokalanego Poczęcia Najświętszej Maryi Panny w Horyńcu-Zdroju
Klasztor franciszkanów konwentualnych wraz z kościołem przyklasztornym Niepokalanego Poczęcia Najświętszej Maryi Panny – zespół klasztorny należący do prowincji św. Antoniego z Padwy i bł. Jakuba Strzemię Zakonu Braci Mniejszych Konwentualnych w Krakowie. Znajduje się w Horyńcu-Zdroju, w powiecie lubaczowskim, w województwie podkarpackim.
Zespół klasztorny został zbudowany w latach 1757–1759 i ufundowany przez Mikołaja i Salomeę Stadnickich, właścicieli Horyńca-Zdroju. Fundacja ta była realizacją i ukończeniem fundacji pierwotnej z 1703 roku, która nie mogła być podjęta ze względu na śmierć pierwszego fundatora Piotra Felicjana Telefusa.
Kościół posiada jedna nawę. Konsekrowany został 27 czerwca 1773 roku przez biskupa Stanisława Rajmunda Jezierskiego, razem z dobudowanym do niego klasztorem oraz dzwonnicą, której część parterowa jest głównym wejściem do klasztoru. Zespół klasztorny jest cennym zabytkiem stylu barokowego. W świątyni można zobaczyć piękny fresk umieszczony na tęczy oddzielającej nawę świątyni od prezbiterium. Są na nim przedstawieni Chrystus oraz święci: Mikołaj i Katarzyna Aleksandryjska, Dominik i Franciszek z Asyżu. Godnym uwagi zabytkiem jest także figura Matki Bożej Niepokalanej w stylu rokokowym, umieszczona w głównym ołtarzu. Równie cennymi zabytkami są także portrety fundatorów świątyni oraz portret wspomnianego wyżej biskupa Stanisława Rajmunda Jezierskiego.